# ヒキナ
ヒキナ(ドイツ語: Hikinna,  900年代 - 940年代)はドイツ王コンラート1世の庶出の娘で、ヴォルムスガウ伯ヴェルナー５世の妻。赤公の名で知られるロートリンゲン大公コンラートの母。

## 生涯

### 結婚
父が義理の異父兄にあたるアルヌルフ悪公との戦いで戦死したのちに、従兄ヴォルムスガウ伯ヴェルナー5世と結婚したとされる。
922年にコンラートを生んだ。

### 夫の死後
936年に夫ヴェルナー5世が没すると息子コンラートが公位を継いだ。ヒキナはまだ幼い息子の補佐に尽力したという。その後、ヒキナは、40歳頃に亡くなったという。

### 死後
ヒキナの死後コンラートは神聖ローマ皇帝オットー1世の信頼を得て、オットー1世の娘リウトガルトと結婚した。そしてその子孫コンラート2世はザクセン朝の断絶後に神聖ローマ皇帝に即位してザーリアー朝を開いた。これによりのカール大帝およびコンラート1世の系統による皇帝位の世襲が復活した。